# Gleaston Castle
Gleaston Castle er en middelalderborg i en dal omkring 1 km nordøst for landsbyen Gleaston. Landsbyen ligger mellem byerne Ulverston og Barrow-in-Furness på Furness-halvøen i Cumbria, England. Gleaston Castle har fire plan med et tårn i hvert hjørne. Den største af disse, det nordvestlige tårn, indeholdt sandsynligvis slottets storsal.
Borgen blev sandsynligvis bygget til John Harington, 1. Baron Harington i i 1300-tallet, hvor den erstattede den nærliggende Aldingham Motte. Gleaston Castle gik i arv i Harrington-familien indtil 1458, hvor den kom i William Bonvilles eje igennem et ægteskab, og den blev efterfølgende forladt. Borgen endte i Grey-familien indtil Henry Grey, 1. hertug af Suffolk blev henrettet for forræderi i 1554. Tronen overtog herefter borgen indtil den blev købt af Preston-familien i 1600-tallet, og den overgik siden til Cavendish-familien.
Da borgen ikke har været i brug siden 1400-tallet har den fået lov at forfalde. Antikvariske afbildninger fra 1700-tallet viser at Gleaston var en ruin på dette tidspunkt. I dag er den åben for offentligheden, og i både 1800- og 1900-tallet har den været udsat for historisk- og arkæologiske undersøgelser.